# Mangasandra, Kolar
Mangasandra là một làng thuộc tehsil Kolar, huyện Kolar, bang Karnataka, Ấn Độ.